# Hadraphe ethiopica
Hadraphe ethiopica is een vlinder uit de familie slakrupsvlinders (Limacodidae). De wetenschappelijke naam van deze soort is voor het eerst geldig gepubliceerd in 1915 door Bethune-Baker.
De soort komt voor in tropisch Afrika.